# Jäger & Sammler
Jäger & Sammler war ein deutsches Webvideo-Format, das vom öffentlich-rechtlichen Angebot Funk betrieben und von UFA Lab zusammen mit Frontal21 produziert wurde. Ab Herbst 2018 waren keine Videos von Jäger & Sammler mehr auf YouTube abrufbar, wo zuvor Videos veröffentlicht wurden. In der funk-eigenen Mediathek sowie auf Facebook und Instagram wurden weiterhin Videos veröffentlicht.
Zum Ende des Jahres 2019 wurde das Format eingestellt. Die Reichweite sei überwiegend durch Facebook-Videos erzielt worden, diese Plattform sei aber „allgemein im Verlauf zu alt für die anvisierte Zielgruppe“ geworden. Man wolle zukünftig neue Wege in der Konzeption investigativer Formate gehen und habe bereits Personal und Budget eingeplant.

## Rezeption
Die Videos von Jäger & Sammler wurden für die journalistische Leistung mit mehreren Preisen ausgezeichnet. Da sich die Videos auch mit rechtsextremen Tendenzen auseinandersetzen, waren sie massiver Hetze von Rechtsextremen ausgesetzt. In einem Beitrag des Bayerischen Rundfunks wurde befunden, der schwarze, homosexuelle, feministische und antirassistische Redakteur Tarik Tesfu sei in sozialen Medien zur Projektionsfläche für all diejenige geworden, die „fremdenfeindlich, rassistisch, homophob, islamfeindlich oder generell menschenverachtend sind“.

## Nominierungen und Auszeichnungen
| Jahr | Preis                                 | Kategorie                                          | Nominiert für                                              | Gewonnen/Nominiert |        |
| ---- | ------------------------------------- | -------------------------------------------------- | ---------------------------------------------------------- | ------------------ | ------ |
| 2017 | 1. Platz des Juliane-Bartel-Preises   | Onlinevideos                                       | Hauptsache Sexy - Nhi Le über Mädchenzeitschriften         | Gewonnen           | [ 9 ]  |
| 2017 | 2. Platz des Juliane-Bartel-Preises   | Onlinevideos                                       | Girls just wanna have none - Gender Pay Gap in Deutschland | Gewonnen           | [ 9 ]  |
| 2017 | 53. Grimme-Preis                      | Kinder & Jugend                                    |                                                            | Nominiert          | [ 10 ] |
| 2018 | Europäischer CIVIS Online Medienpreis | Webvideos                                          | Neue Rechte Welle                                          | Gewonnen           | [ 6 ]  |
| 2018 | Europäischer CIVIS Online Medienpreis | Webvideos                                          | Was ist deine Geschichte?                                  | Nominiert          | [ 11 ] |
| 2018 | Grimme Online Award                   | Information                                        |                                                            | Nominiert          | [ 12 ] |
| 2018 | International Music Journalism Award  | beste musikjournalistische Arbeit, unter 30 Jahren | Frauen im Pop - wo ist die Gleichberechtigung?             | Gewonnen           | [ 13 ] |
| 2019 | Europäischer CIVIS Online Medienpreis | CIVIS Digital Webvideo                             | Stadt. Land. Heimat.                                       | Gewonnen           | [ 14 ] |